# Catunaregam oocarpa
Catunaregam oocarpa là một loài thực vật có hoa trong họ Thiến thảo. Loài này được (Ridl.) Tirveng. mô tả khoa học đầu tiên năm 1983.